# Sturm im Mumintal
Sturm im Mumintal – serial animowany produkcji niemieckiej powstały w roku 1960. Serial jest kontynuacją i drugą serią serialu Die Muminfamilie. Serial opowiada o niezwykłych przygodach, kiedy kochana Dolina Muminków zostaje zalana przez powódź a rodzina Muminków przeprowadza się do niezwykłego domu... 

## Tytuły odcinków
1. Sturm im Mumintal
2. Das Theater
3. Emma
4. Der Wald
5. Die Generalprobe
6. Zu Hause